# York Cottage

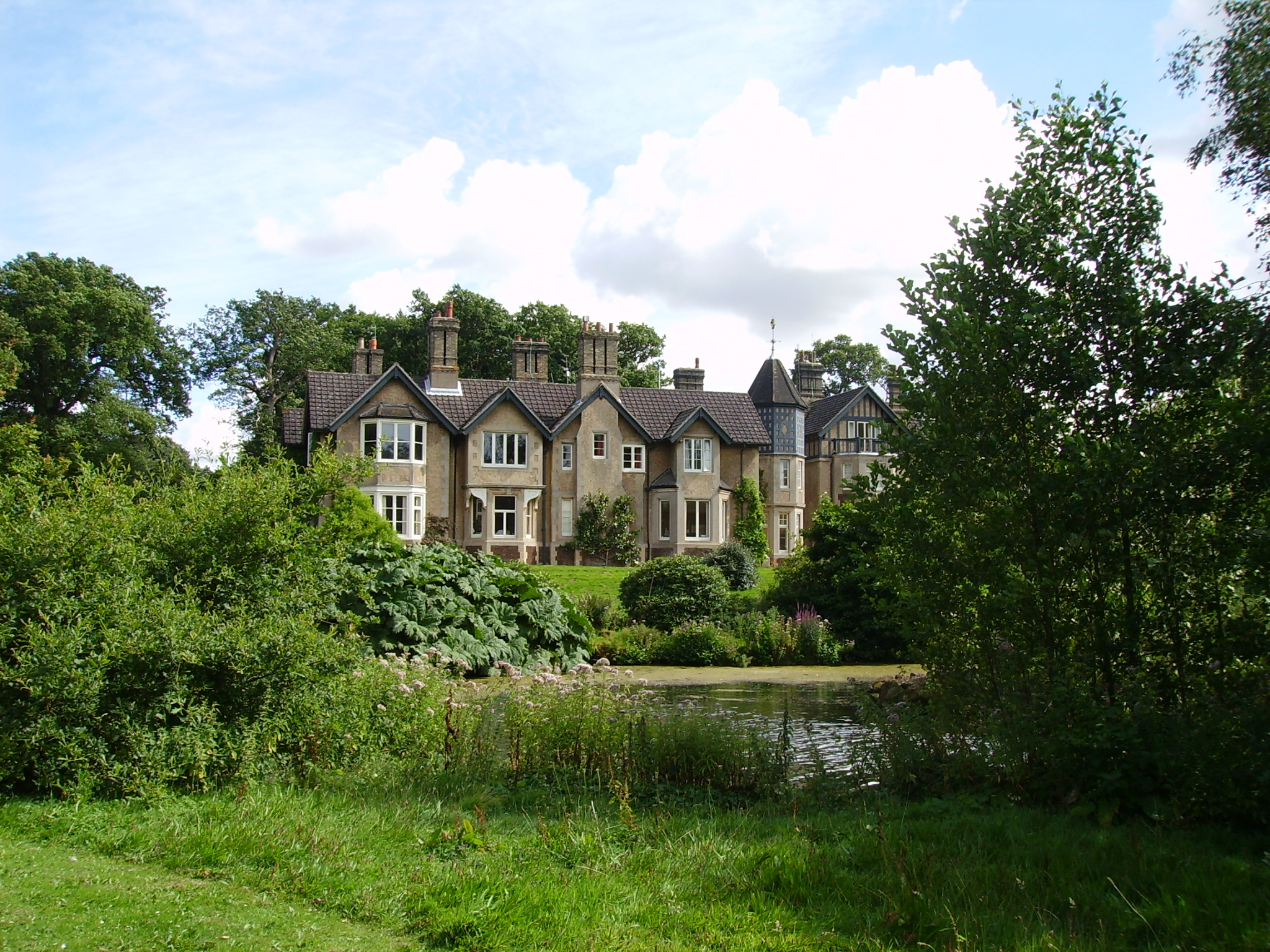
Das York Cottage im Park von Sandringham

Das York Cottage ist ein Landhaus (englisch: cottage) auf dem Gelände der königlichen Residenz Sandringham House in der englischen Grafschaft Norfolk. Der Name leitet sich vom späteren König Georg V. ab, der das Gebäude als Duke of York von seinem Vater als Geschenk zur Hochzeit erhielt und es mit seiner Familie 33 Jahre lang bewohnte. Das Haus war der Geburtsort mehrerer Mitglieder der Königsfamilie und dient heute der Verwaltung des Anwesens als Bürogebäude und für Dienstwohnungen.

## Geschichte und heutige Nutzung
Königin Victoria erwarb das Gelände von Sandringham House 1862 als Landsitz für den Thronfolger Albert Eduard. Nach dem Abriss des sich ursprünglich dort befindlichen Gebäudes entstand bis 1870 das heutige Hauptgebäude Sandringham House im Stil der Neugotik und mit architektonischen Anleihen aus der Tudorzeit. Da auch dieser königliche Palast gelegentlich nicht ausreichte, um die zahlreichen Übernachtungsbesucher zu beherbergen, ließ der Prince of Wales in den 1870er Jahren eine viertel Meile vom Haupthaus entfernt ein Gästehaus errichten. Dieses Gebäude erhielt zunächst die Bezeichnung Bachelor’s Cottage und orientierte sich stilistisch ebenfalls am Tudorstil, wobei bei diesem eher kleinen Haus die Schmuckelemente zurückhaltender ausfielen.
Nach der Hochzeit des Duke of York mit Maria von Teck im Jahr 1893 erhielt das Brautpaar das Landhaus als Geschenk, das seither die Bezeichnung York Cottage trägt. Nachdem das Paar hier seine Flitterwochen verbracht hatte, nutzten sie das Haus fortan regelmäßig als Landsitz. Fünf der sechs Kinder des Paares kamen hier zur Welt: Albert, der spätere Georg VI., Mary, Henry, George und John. Auch nach seiner Thronbesteigung im Jahr 1911 bevorzugte Georg V. bei seinen Aufenthalten in Sandringham das kleine York Cottage und überließ das große Haupthaus seiner Mutter Königin Alexandra. 
Das bescheidene Leben im York Cottage war eher unüblich für die königliche Familie und unterschied sich sehr vom repräsentativen Stil, den Edward VII. in seinen Palästen pflegte. Der Thronfolger und spätere König Eduard VIII. berichtete später über seine Kindheitserlebnisse im York Cottage dem amerikanischen Life-Magazin und beschrieb, wie beengt die königliche Familie mit ihren sechs Kindern in diesem Haus lebte. Vergleichsweise wenig Personal kümmerte sich hier um die königlichen Bewohner und die Inneneinrichtung war eher bescheiden. Demnach waren die Wände des Arbeitszimmers des Vaters mit dem gleichen roten Stoff bespannt, wie er bei den Hosen des französischen Militärs üblich war. Zwar verfügte das Gebäude bereits über Elektrizität, hatte aber nur ein Badezimmer. Dieses stand ausschließlich den Eltern zur Verfügung, während sich die Kinder mit einer Waschschüssel behelfen mussten.
Während seiner Aufenthalte im York Cottage ging Georg V. bevorzugt der Jagd nach. Um etwas mehr Zeit für diese Freizeitbeschäftigung zu haben, ließ er 1901 auf Sandringham alle Uhren eine halbe Stunde vorstellen. Diese Sandringham Time blieb bis zu seinem Tod 1936 erhalten. Heute dient York Cottage der Verwaltung von Sandringham, hier ist die Telefonzentrale des Anwesens untergebracht und einige Zimmer dienen als Dienstwohnungen für die Angestellten. Das Haus kann von der Öffentlichkeit nicht besichtigt werden.